# Чёрный русский (коктейль)
«Чёрный русский» (англ. Black Russian) — коктейль на основе водки и кофейного ликёра (например, Kahlúa). Классифицируется как дижестив (десертный). Входит в число официальных коктейлей Международной ассоциации барменов (IBA), категория «Современная классика» (англ. Contemporary classics), ранее входил в категорию дижестивов («After-dinner»).

## История
Коктейль впервые был изготовлен в 1949 году бельгийским барменом Гюставом Топом, который приготовил его в гостинице «Метрополь» в Брюсселе в честь Пёрл Месты (Perle Mesta), бывшей в то время послом США в Люксембурге. Коктейль считается предком всех кофейных коктейлей.
«Чёрный» означало цвет кофейного ликёра, а «русский» ассоциировалось с водкой. С другой стороны, название символизировало тёмные времена только что начавшейся холодной войны между СССР и США. Этот коктейль, который считается родоначальником смешанных напитков, включающих в себя кофе, вошёл в сборник (Gotha) мировых коктейлей только во втором переиздании IBA.

## Приготовление
Состав коктейля по IBA:
- водка — 50 мл (5/7 частей)
- кофейный ликёр— 20 мл (2/7 части)
- лёд.

Стакан олд фешен наполняют кубиками льда, затем наливают водку, кофейный ликёр и аккуратно перемешивают со льдом.
Примечание: для приготовления коктейля «Белый русский» дополнительно сверху аккуратно доливают 30 мл сливок (по некоторым рецептам, «Белый русский» перемешивают, по некоторым — нет.)

## Вариации
- Dirty Black Russian, Tall Black Russian, Australian Black Russian or Colorado Bulldog: подаётся в хайболе и добавляется кола[10].
- Black Magic: подаётся с небольшим количеством лимонного сока и лимонным  украшением.
- Brown Russian: подаётся в бокале для хайбола и с имбирным элем[11].